# Ashley Tappin
Ashley Tappin (n. 18 decembrie 1974, Marietta⁠(d), Georgia, SUA) este o înotătoare americană, medaliată olimpică. A participat la 2 ediții ale Jocurilor Olimpice (1992, 2000) în care a câștigat 5 medalii de aur.